# 柏木千秋
柏木 千秋（かしわぎ ちあき、1911年10月22日 - 2003年2月21日）は、日本の法学者。専門は刑法。名古屋大学名誉教授。司法省事務官として内藤文質、森田宗一とともに1948年少年法の立法に携わった。弁護士（元判事）。

## 経歴
静岡県立静岡中学校、旧制静岡高等学校を経て、1937年、東京帝国大学法学部卒業。東大在学中に司法試験に合格。判事司法事務官などを経て、1949年、東京地方裁判所判事から、1949年、名古屋大学に転じ、名古屋大学法学部教授。1975年、名古屋大学を定年退官。その後、筑波大学、慶應大学教授などを経て、1993年、創価大学教授を退職。その後、弁護士の傍ら著述。
1984年、勲二等旭日重光章を受章。2003年2月21日、老衰のため死去。

## 著書
- 『近代刑事法の理念と現実 フランス革命二百年を機に 柏木千秋先生喜寿記念論文集』 沢登佳人 ほか編 立花書房 1991.2
- 『刑法総論』 有斐閣 1982.8 ＊2014年7月オンデマンド対応[9]。
- 『刑事訴訟法』 有斐閣 1970.3 ＊2014年7月オンデマンド対応（1974.7.30初版第3刷）[9]。
- 『刑法各論 合本』 有斐閣 1965.4 ＊2015年4月オンデマンド対応（1965.4.10再版第1刷）[9]。
- 『犯罪論の基本観念』 出版者不明 1962
- 『刑法各論 下』 有斐閣 1961
- 『刑法各論 中』 有斐閣 1960
- 『刑法各論 上』 有斐閣 1960
- 『刑法各論』 1957
- 『少年犯罪』西村克彦 共著 日本評論新社 1954
- 『改訂新版新少年法概説』 1951
- 『新少年法概説』 1950年
- 『新少年法概説』 1949年
- 『国防保安法論』 1944年